# Воробієнко Петро Петрович
Петро́ Петро́вич Воробіє́нко (нар. 29 серпня 1942, Костянтинівка, Донецька область) — доктор технічних наук (2002), професор (1980), лауреат Державної премії України в галузі науки і техніки (2009), член-кореспондент Національної академії педагогічних наук України, дійсний член Академії зв'язку України і Всесвітньої академії комплексної безпеки, заслужений працівник освіти України (2002), почесний зв'язківець України (2000), ректор ОНАЗ ім. О. С. Попова у 2001—2020 роках.

## Життєпис
Петро Воробієнко народився 29 серпня 1942 року у місті Констянтинівці Донецької області. У 1965 році закінчив Одеський електротехнічний інститут зв'язку імені О. С. Попова з відзнакою.
Упродовж 1965—1977 років — асистент, аспірант, молодший науковий співробітник, кандидат технічних наук, доцент.
У 1972 році захистив кандидатську дисертацію на тему «Синтез гіраторних RC-фільтрів».
У 1978—1995 роках — завідувач кафедри теорії електричних кіл, професор. Протягом 1996—2001 років — проректор з наукової роботи. З 2001 року — ректор Одеської національної академії зв'язку ім. О. С. Попова.
У 2002 році захистив докторську дисертацію на тему «Методи моделювання, аналізу і оптимізації засобів і систем телекомунікацій». Доктор технічних наук.

## Наукова діяльність
Основні напрямки наукової діяльності П. П. Воробієнка — теорія електричних кіл, теорія інфокомунікацій, проблеми взаємодії відкритих систем, захист інформації. Заснував науковий напрямок — інфокомунікологію — науку про закони руху інформації та її вплив на людину та суспільство в цілому.
Має наукові розробки з теорій телекомунікаційних мереж і мережевих технологій, електричних кіл, захисту інформації та економіки. Основні ідеї цих розробок були покладені в основу вкладів України в діяльність Міжнародного телекомунікаційного союзу (МСЕ).
Є автором більш ніж 200 наукових праць, в тому числі 8 монографій, 25 підручників і навчальних посібників. Має 16 патентів на корисну модель та винаходи.
Головний редактор наукових збірників «Праці ОНАЗ ім. О. С. Попова» та «Цифрові технології».

## Праці
- Оптимізація поштового зв'язку України: монографія / П. П. Воробієнко, С. О. Довгий, В. А. Коляденко та ін.; за заг. ред. проф. Довгого С. О. — К.: Укрпошта, 2002. — 160 с.
- Современные телекоммуникации. Технология и экономика / В. Л. Банкет, О. В. Бондаренко, П. П. Воробиенко — М.: Эко-Трендз, 2003. — 320 с.
- Розвиток фізико-технологічних основ, розробка і організація серійного виробництва елементів і систем оптоелектроніки: монографія / В. Г. Вербицький, І. М. Вікулін, П. П. Воробієнко [та ін.]; наук. ред. Г. О. Сукач; М-во транспорту та зв'язку України. — К.: Логос, 2009. — 239с.
- Розробка високоефективних мікро-, нанотехнологій оптоелектроніки і комунікаційних систем на їх основі: монографія / В. Г. Вербицький, І. М. Вікулін, П. П. Воробієнко [та ін.]. — К. : Логос, 2009. — 301с.
- Метрологія у галузі зв'язку: монографія. — Одеса: ВМВ, 2010.
- Книга ІІІ: Спеціальні вимірювання / Л. В. Коломієць, П. П. Воробієнко, М. Т. Козаченко [та ін.]. — 300 с.
- Метрологія у галузі зв'язку. Книга IV. Вимірювання в нанотехнологіях / Коломієць Л. В., Козаченко М. Т., Козаченко Л. О., Жмурко Ю. В., Кудряшов С. В., Грабовський О. В. // Одеса. — ВМВ. — 2012. — 219 с.
- Системы передачи ортогональными гармоническими сигналами / В. А. Балашов, Л. М. Ляховецкий // М.:  Эко-трендз. — 2012. — 228 с.
- Сучасні телекомунікації: мережі, технології, безпека, економіка, регулювання: монографія / С. О. Довгий, П. П. Воробієнко, К. Д. Гуляєв; за загальною ред. С. О. Довгого. — 2-е видання (доповнене). — К.: Азимут-Україна, 2013. — 608 с.
- Экономика и управление на предприятии. Основные тенденции и проблемы развития: монография / А. К. Голубев, Л. А. Стрий, Л. А. Захарченко; под научн. ред. профессора, д.т.н. П. П. Воробиенко. — Саарбрюккен: LAP LAMBERT Academic Publishing, 2015. — 288 с.
- Управління якістю: підручник / П. П. Воробієнко, І. В. Станкевич, Є. М. Стрельчук, О.І Глухова. — Одеса: ОНАЗ ім. О. С. Попова, 2014. — 376 с.
- Основы синтеза цепей: учебное пособие / В. П. Бакалов, П. П. Воробиенко, Б. А. Крук, Е. А. Субботин ; под ред. В. П. Бакалова. — М.: Горячая Линия-Телеком, 2015. — 358 с.